# تشيس وايلمان
تشيس وايلمان (بالإنجليزية: Chase Wileman)‏ هو لاعب كرة قدم أمريكي في مركز الوسط، ولد في 25 يونيو 1986 في غراند براري في الولايات المتحدة. شارك مع منتخب الولايات المتحدة تحت 17 سنة لكرة القدم. أما مع النوادي، فقد لعب مع نادي دالاس.

## وصلات خارجية
- تشيس وايلمان على موقع الدوري الأمريكي (الإنجليزية)
- تشيس وايلمان على موقع قاعدة بيانات كرة القدم.إي يو (الإنجليزية)